# Ndindy
Ndindy (ou N'Dindy) est une localité du Sénégal, située dans le département de Diourbel et la région de Diourbel, au centre-ouest du pays. C'est le chef-lieu de l'arrondissement de Ndindy.